# Mokrau (Zülz)
Mokrau, polnisch Mokra (früher auch Mockrau, 1936–1945: Nassau O.S.) ist eine Ortschaft in der Gemeinde Zülz (Biała) im Powiat Prudnicki (Kreis Neustadt O.S.) in der polnischen Woiwodschaft Oppeln.

## Geographie

### Geographische Lage
Das Straßendorf Mokrau liegt im Süden der historischen Region Oberschlesien. Der Ort liegt etwa sechs Kilometer nordöstlich des Gemeindesitzes Zülz, etwa 16 Kilometer nordöstlich der Kreisstadt Prudnik und etwa 30 Kilometer südwestlich der Woiwodschaftshauptstadt Opole.
Mokrau liegt in der Nizina Śląska (Schlesische Tiefebene) innerhalb der Kotlina Raciborska (Ratiborer Becken). Westlich des Ortes fließt das Zülzer Wasser (poln. Biała).

### Nachbarorte
Nachbarorte von Mokrau sind im Westen Ernestinenberg (Górka Prudnicka), im Nordwesten Bresnitz (Brzeźnica), im Norden Lonschnik (Łącznik), im Osten Dambine (Dębina), im Süden Krobusch (Krobusz) und im Südwesten Radstein (Radostynia).

## Geschichte

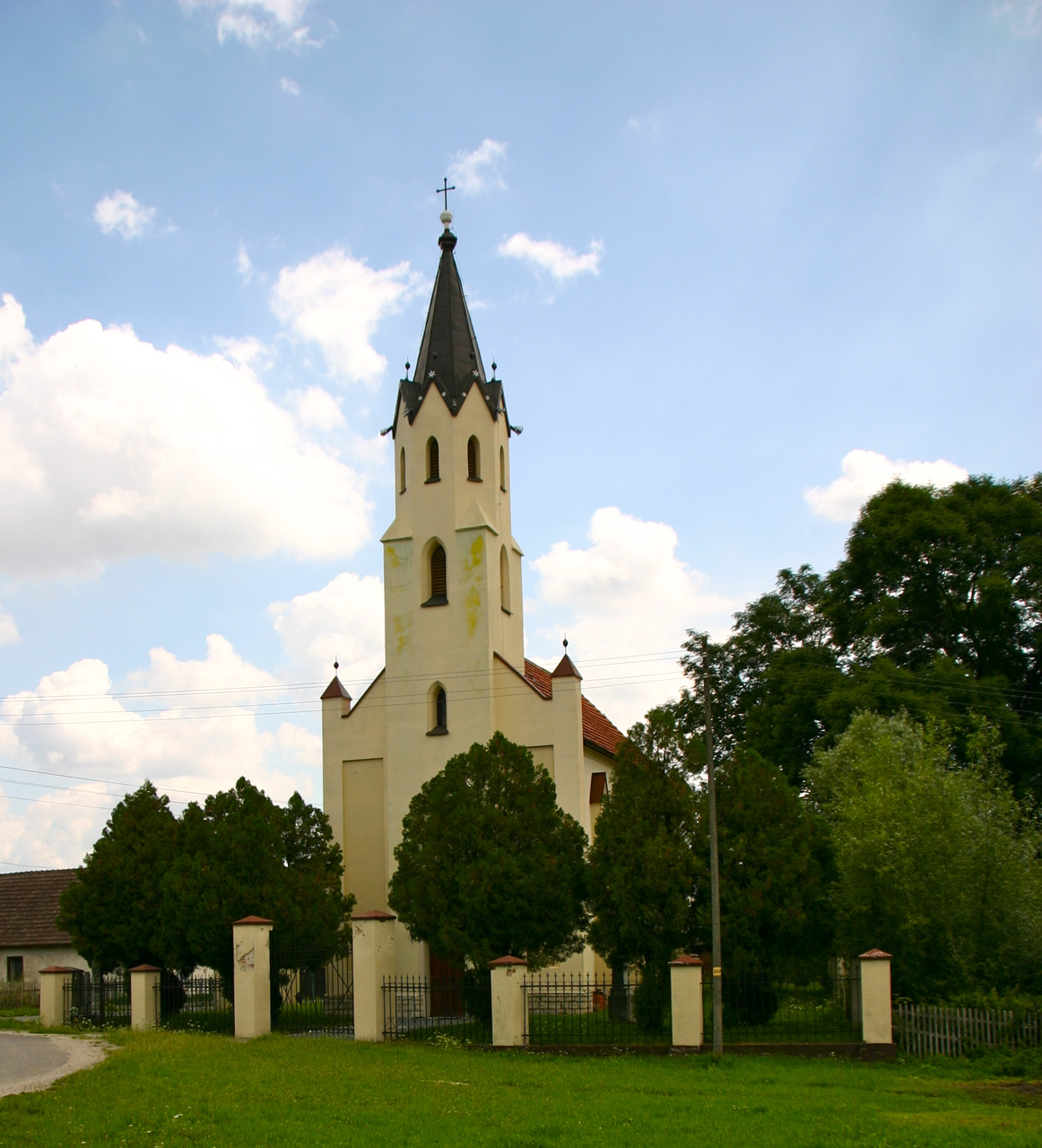
Hedwigskirche

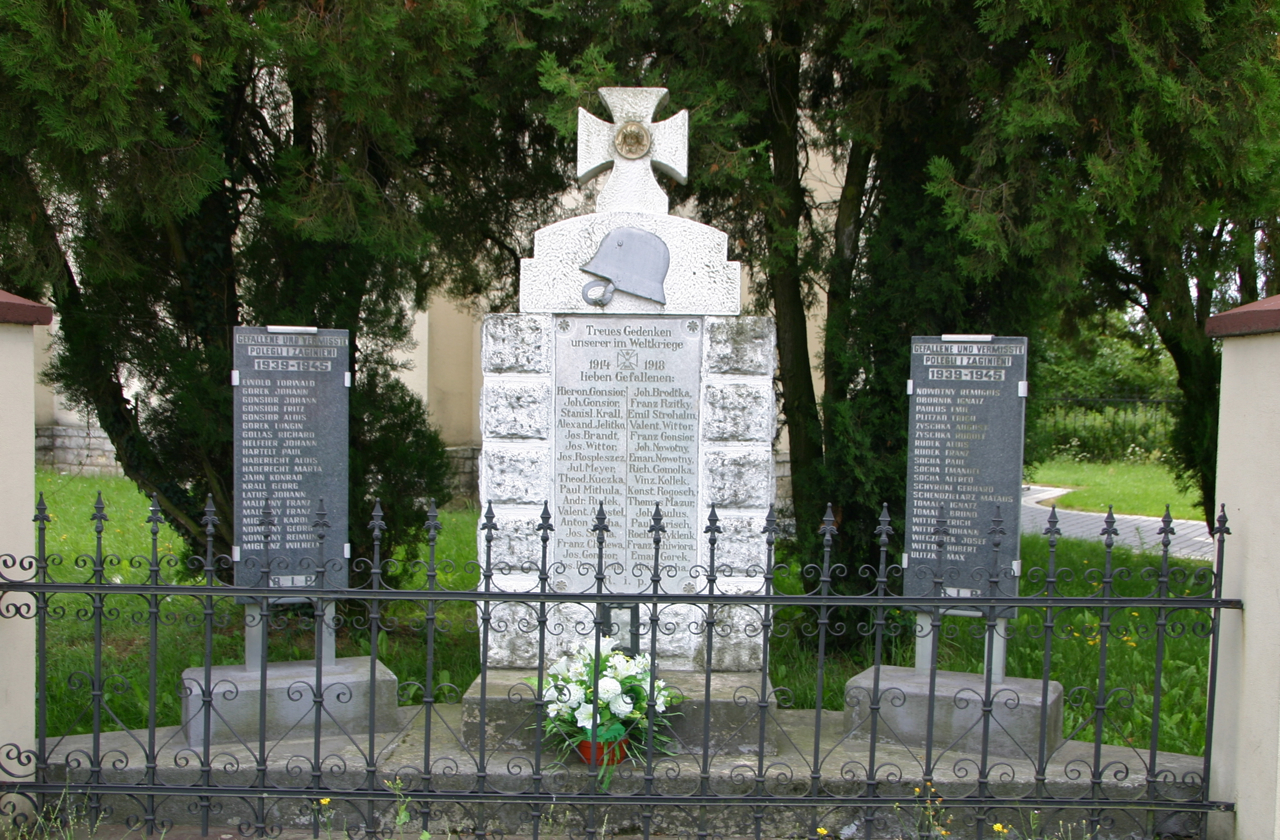
Gefallenendenkmal

Der Ort wurde 1384 erstmals urkundlich als „Mockra“ erwähnt. Für das Jahr 1574 ist die Ortsbezeichnung Mockry überliefert.
Nach dem Ersten Schlesischen Krieg 1742 gelangte Mockrau mit dem größten Teil Schlesiens an Preußen.
Nach der Neuorganisation der Provinz Schlesien gehörte ab 1816 zum Landkreis Neustadt O.S. im Regierungsbezirk Oppeln. 1845 zählte der Ort ein Vorwerk sowie weitere 27 Häuser. Im gleichen Jahr lebten in Mokrau 255 Menschen, davon zwei evangelisch. 1855 lebten 277 Menschen in Mokrau. 1865 bestanden im Ort 14 Gärtnerstellen und 12 Häuslerstellen sowie ein Vorwerk. Eingeschult waren die Bewohner nach Lonschnik. 1874 wurde der Amtsbezirk Radstein gegründet, welcher aus den Landgemeinden Ellguth, Ernestinenberg, Mokrau und Radstein und den Gutsbezirken Mokrau Domäne und Radstein Domäne bestand. 1885 zählte Mokrau 281 Einwohner.
Bei der Volksabstimmung in Oberschlesien am 20. März 1921 stimmten 241 Wahlberechtigte für einen Verbleib bei Deutschland und 33 für Polen. Mokrau verblieb beim Deutschen Reich. 1933 lebten im Ort 394 Menschen. Ab 1933 führten die neuen nationalsozialistischen Machthaber groß angelegte Umbenennungen von Ortsnamen slawischen Ursprungs durch. Am 15. Juni 1936 wurde der Ort in Nassau O.S. umbenannt. 1939 zählte Nassau O.S. 392 Einwohner. Bis 1945 befand sich der Ort im Landkreis Neustadt O.S.
1945 kam der bisher deutsche Ort Nassau unter polnische Verwaltung und wurde in Mokra umbenannt und der Woiwodschaft Schlesien angeschlossen. 1950 kam der Ort zur Woiwodschaft Oppeln und seit 1999 gehört er zum Powiat Prudnicki. Am 6. März 2006 wurde in der Gemeinde Zülz, der Mokrau angehört, Deutsch als zweite Amtssprache eingeführt. Am 24. November 2008 erhielt der Ort zusätzlich den amtlichen deutschen Ortsnamen Mokrau.

## Sehenswürdigkeiten und Denkmale
- Die römisch-katholische Hedwigskirche (poln. Kościół św. Jadwigi Śląskiej) ist eine Filialkirche der Pfarrei in Lonschnik.
- Denkmal für die Gefallenen beider Weltkriege

## Söhne und Töchter des Ortes
- Gerhard T. Buchholz (1898–1970), deutscher Schriftsteller, Filmregisseur und Drehbuchautor